# 샨 헤이더

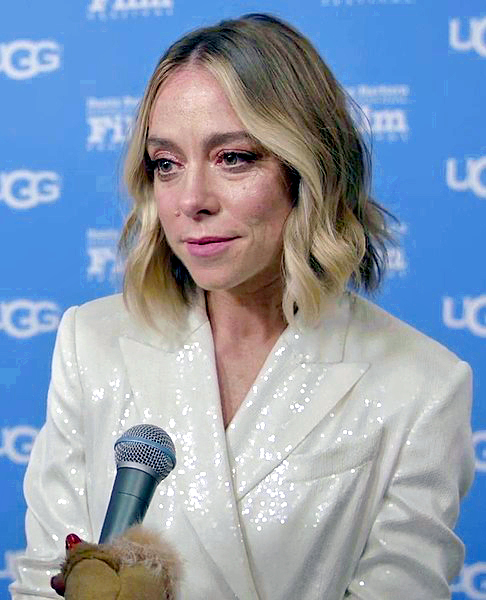

샨 헤이더(영어: Sian Heder, 1977년 6월 23일 ~ )는 미국의 영화 감독이다. 2021년 영화 코다 등 코미디 드라마 영화의 각본과 감독을 맡았다. 이 영화로 아카데미 각색상을 수상하였고 아카데미 작품상을 수상했다.
1977년 6월 23일 매사추세츠주 케임브리지에서 태어났다.